# 很久很久以後
很久很久以後是由蓋瑞·懷特（Gary White）作詞作曲的歌曲，1970年由琳达·罗什塔演唱並收錄在她的專輯《Silk Purse》當中。

## 背景
很久很久以後最初由蓋瑞·懷特（Gary White）獨自完成。琳达·罗什塔在自傳《單純的夢想》（Simple Dreams）中述說演唱該曲的經緯，那時她的好友大衛·布隆伯格邀她一起去Cafe Au Go Go，懷特就在那裡表演。布隆伯格提到懷特寫了幾首好歌，於是罗什塔在懷特表演完後到後台找他，他現場用吉他自彈自唱了很久很久以後，讓罗什塔非常驚艷，決定唱這首歌。

## 迴響
在罗什塔的歌手生涯中，該曲是她個人最早的熱門歌曲。1971年，罗什塔因演唱這首歌曲而首度入圍葛萊美獎最佳流行女歌手。

## 榜單成績
| 排行榜（1970年）               | 最高 排名 |
| ------------------------------ | --------- |
| 加拿大（RPM百大單曲）          | 15        |
| 加拿大（CHUM三十大單曲）       | 8         |
| 美國（告示牌百大單曲榜）       | 25        |
| 美國（告示牌輕快單曲榜）       | 20        |
| 美國（錢櫃百大單曲榜）         | 26        |
| 美國（唱片世界百大流行單曲榜） | 21        |
| 美國（唱片世界非搖滾單曲榜）   | 12        |

## 翻唱版本
1976年，賴瑞·桑托斯翻唱了這首歌曲，該版本登上《告示牌》輕快單曲榜第38名以及《告示牌》榜外單曲榜的第109名。明蒂·麥奎迪在1997年專輯《If I Don't Stay the Night》中進行翻唱。1998年，阿蘭娜·麥爾絲也為專輯《The Very Best Of Alannah Myles》翻唱了這首歌。

## 在流行文化中
2023年，美國電視劇《最後生還者》第一季第三集《很久很久以後》以這首歌曲當作標題由來，該曲在該集中出現之餘亦扮演著母題，在兩名角色比爾與法蘭克之間的關係發揮重要作用。該集播出之後，該曲在Spotify上的串流次數增加為上週的49倍，並在問世50年來首次登上《告示牌》榜單的榜首。2024年電影《出走俏娇娃》也有使用很久很久以後當作插曲。

## 外部連結
- YouTube上的Linda Ronstadt - Long, Long Time